# 紀元前689年
紀元前689年（きげんぜん689ねん）は、西暦（ローマ暦）による年。紀元前1世紀の共和政ローマ末期以降の古代ローマにおいては、ローマ建国紀元65年として知られていた。紀年法として西暦（キリスト紀元）がヨーロッパで広く普及した中世時代初期以降、この年は紀元前689年と表記されるのが一般的となった。

## 他の紀年法
- 干支 : 壬辰
- 中国
  - 周 - 荘王8年
  - 魯 - 荘公5年
  - 斉 - 襄公9年
  - 晋 - 晋侯緡18年
  - 秦 - 武公9年
  - 楚 - 文王元年
  - 宋 - 湣公3年
  - 衛 - 黔牟8年
  - 陳 - 宣公4年
  - 蔡 - 哀侯6年
  - 曹 - 荘公13年
  - 鄭 - 子嬰5年
  - 燕 - 荘公2年
- 朝鮮
  - 檀紀1645年
- ユダヤ暦 : 3072年 - 3073年

## できごと

### 中国
- 斉・魯・宋・陳・蔡の連合軍が衛の恵公を帰国させるために衛の黔牟を攻撃した。